# Номерні знаки США
Код США для міжнародного руху ТЗ — (USA).

Номерний знак штату Нью-Йорк (1986—2001). Так званий «ліберті-плейт» — відомий зразок візуальної упізнаваності.

У США номерні знаки видаються загальнодержавними інституціями або спеціальними органами кожного штату. До загальнодержавної юрисдикції належать видача дипломатичних, урядових та військових номерних знаків. Інші типи номерних знаків видаються штатами.

## Дизайн, формати, серії
|        |
| Айдахо |

|       |
| Айова |

|         |
| Алабама |

|        |
| Аляска |

|                    |
| Американське Самоа |

|         |
| Арізона |

|          |
| Арканзас |

|          |
| Вайомінг |

|           |
| Ваштнгтон |

|         |
| Вермонт |

|           |
| Вірджинія |

|           |
| Вісконсін |

|       |
| Гаваї |

|      |
| Гуам |

|         |
| Делавер |

|          |
| Джорджія |

|                   |
| Західна Вірджинія |

|         |
| Ілінойс |

|         |
| Індіана |

|            |
| Каліфорнія |

|          |
| Колорадо |

|             |
| Коннектикут |

|                |
| Округ Колумбія |

|        |
| Канзас |

|          |
| Кентуккі |

|          |
| Луізіана |

|     |
| Мен |

|          |
| Меріленд |

|             |
| Массачусетс |

|         |
| Мічиган |

|          |
| Мінесота |

|           |
| Міссісіпі |

|         |
| Міссурі |

|         |
| Монтана |

|          |
| Небраска |

|        |
| Невада |

|             |
| Нью-Гемпшир |

|            |
| Нью-Джерсі |

|             |
| Нью-Мексико |

|          |
| Нью-Йорк |

|       |
| Огайо |

|          |
| Оклахома |

|        |
| Орегон |

|                   |
| Північна Кароліна |

|                 |
| Північна Дакота |

|              |
| Пенсільванія |

|            |
| Род-Айленд |

|                   |
| Південна Кароліна |

|                 |
| Південна Дакота |

|          |
| Теннессі |

|       |
| Техас |

|         |
| Флорида |

|     |
| Юта |

## Номерні знаки, що видаються уповноваженими органами штатів

Передній саморобний та задній звичайний номерні знаки Флориди

Кожен зі штатів та федеральний округ Колумбія мають повноваження розробляти дизайн номерних знаків, карбувати та видавати їх на власний розсуд. В різних штатах прийнято монтувати на автомобілі або лише задній або обидва номерні знаки. Розміри для автомобільних номерних знаків прийняті стандартними від 1957 року: 12 дюймів на 6 дюймів, для мотоциклів — 7 дюймів на 4дюйми. Кожен штат має свою систему кодування всередині штату. Типи номерних знаків, що видаються на рівні штатів є частково уніфікованими.
До основних типів можна віднести:

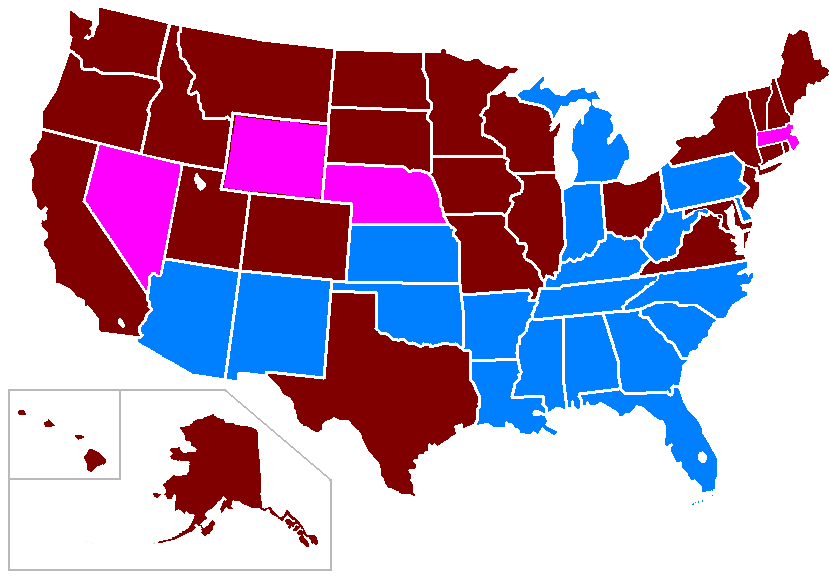
Мапа вимог до монтування номерних знаків
Обидва знаки
Тільки задній знак
Змішані вимоги

- Регулярні номерні знаки для приватних власників (порядкові та індивідуальні)
- Номерні знаки «Особливого інтересу» (порядкові та індивідуальні)
- Номерні знаки органів підпорядкування і врядування штату
- Номерні знаки для комерційних перевезень між штатами (APPORTIONED)
- Номерні знаки індіанських племен

Органи, що видають номерні знаки зазвичай це Департамент моторних транспортних засобів (DMV), але в залежності від штату назва може варіюватися.

 

| - Айдахо - Айова - Алабама - Аляска - Аризона - Арканзас - Вайомінг - Вашингтон - Вермонт - Вірджинія - Вісконсин - Гаваї - Делавер - Джорджія - Західна Вірджинія - Іллінойс - Індіана | - Каліфорнія - Канзас - Кентуккі - Колорадо - Коннектикут - Луїзіана - Массачусетс - Мен - Меріленд - Міннесота - Міссісіпі - Міссурі - Мічиган - Монтана - Небраска - Невада - Нью-Гемпшир | - Нью-Джерсі - Нью-Мексико - Нью-Йорк - Огайо - Оклахома - Орегон - Пенсильванія - Південна Дакота - Південна Кароліна - Північна Дакота - Північна Кароліна - Род-Айленд - Теннессі - Техас - Флорида - Юта - округ Колумбія |

### Регулярні номерні знаки

Регулярний знак

Цей тип номерних знаків затверджується і видається як основний у штаті для всіх резидентів штату, якщо резидент не має інших побажань. Стандартну комбінацію символів можна змінити на будь-яку іншу за бажанням резидента.

### Номерні знаки «Особливого інтересу»

Особливий інтерес. 100-річчя Лас-Вегасу

Дизайн цього типу номерних знаків подається на розгляд комісії штату громадськими організаціями дохідного або бездохідного характеру. Інформація про пропонований тип знаку публікується у ЗМІ. Якщо ідея знаходить визначену кількість потенційних бажаючих долучитися до користування пропонованим дизайном номерного знаку у визначений комісією термін, такий тип номерного знаку затверджується до карбування.
Основними типами таких номерних знаків можуть слугувати:
- Номерні знаки ветеранських організацій
- Номерні знаки організацій боротьби з хворобами
- Номерні знаки організацій боротьби за навколишнє середовище
- Номерні знаки організацій, що підтримують мистецтво та освіту
- Номерні знаки вищих навчальних закладів
- Номерні знаки організацій випускників вищих навчальних закладів
- Номерні знаки радіолюбителів аматорів

### Номерні знаки органів штату
Номерні знаки офіційних організацій штату не оподатковуються щорічним митом і мають менш яскравий дизайн.

### Номерні знаки для комерційних перевезень між штатами
Для комерційних перевезень між штатами США та провінціями Канади органами штатів видаються спеціальні номерні знаки типу APPORTIONED, видача яких ґрунтується на положеннях угоди IRP (міжнародний реєстраційний план). Без таких номерних знаків комерційні перевезення можливі тільки в межах штату.

### Номерні знаки індіанських племен
Цей тип номерних знаків видається адміністраціями індіанських резервацій за узгодженням з владою штату.

## Дипломатичні номерні знаки

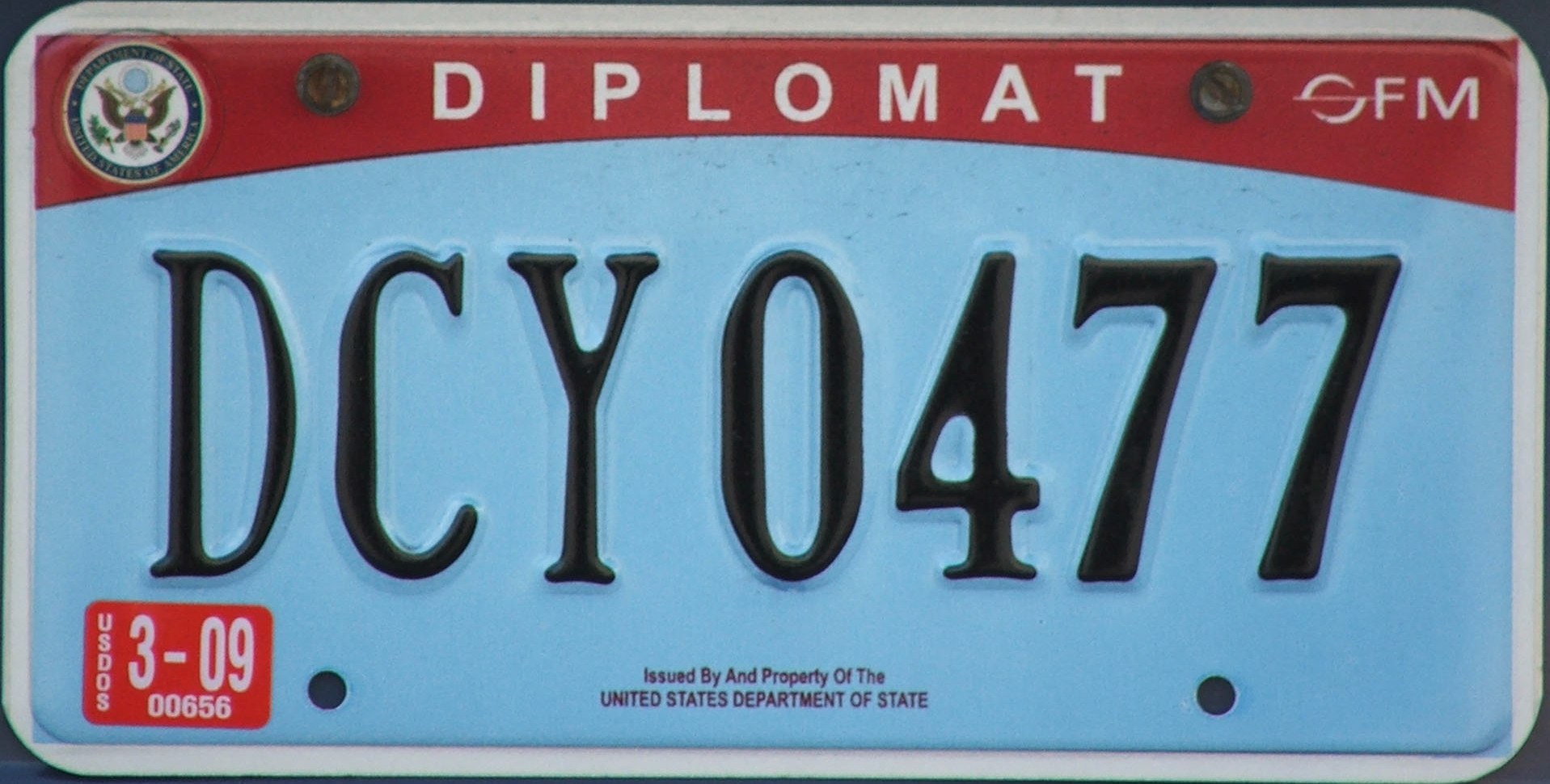
Дипломатичний НЗ 2007 р.

Номерні знаки дипломатичного корпусу видаються Державним Департаментом. Формат має вигляд АБВ1234, де А — категорія дипломатичного персоналу, БВ — код країни, 1234 — номер. Формат дипломатичних номерів для персоналу ООН є зворотнім: 1234 БВ А.
Існують наступні категорії дипломатичного персоналу:
| Префікс | Тип ТЗ                             |
| ------- | ---------------------------------- |
| A       | ООН                                |
| С       | Консули (крім Почесних консулів)   |
| D       | Дипломати                          |
| S       | Адміністративно-технічний персонал |

 Кодування країн:

| - AA = Конго - AC = Кот-д'Івуар - AE = Узбекистан - AF = Японія - AH = Мадагаскар - AJ = Панама - AK = Кабо-Верде - AQ = Сирія - AU = Уганда - AV = Ізраїль - AX = Маршалові острови - AW = Африканський Союз - BB = сувенірні зразки - BL = ПАР - BV = Соломонові острови - BW = Світовий банк - BY = Соломонові острови - BZ = Ірак - CB = Камбоджа - CC = Ефіопія - CE = Молдова - CG = Маршалові острови - CK = Намібія - CM = Мікронезія - CN = Міжнародна організація - CS = Афганістан - CT = Бутан - CU = Ботсвана - CV = М'янма - CW = Камерун - CX = Бурунді - CY = КНР - DA = Колумбія - DB = Коста-Рика - DC = Куба (при ООН) - DD = Кіпр - DF = Домініканська Республіка - DG = Еквадор - DH = Кот-д'Івуар - DH = Французькі Кариби - DI = ПАР - DI = Ізраїль - DJ = Франція - DK = Греція - DL = Індія - DM = Іран (при ООН) - DN = Данія - DP = Бангладеш - DR = Словаччина - DZ = Палау - FC = колишній СРСР (не діє) - FF = Антигуа і Барбуда - FG = ЦАР - FH = Ірландія - FI = Ізраїль - FJ = Ліван - FK = Кенія - FL = Ліберія - FM = Лівія - FN = Мальта - FP = Марокко - FR = Філіппіни - FS = Нідерланди | - FT = Катар - FV = Шрі-Ланка - FW = Ватикан - FX = Сьєрра-Леоне - FY = ПАР не діє - FZ = Суринам - GC = Швеція - GD = Україна - GE= ??? - GG = Замбія - GN = Туреччина - GP = Албанія - GQ = КНДР - GX = Вануату - GY = Чилі - HB = Тонга - HD = Аргентина - HL = Сент-Люсія - HM = Андорра - HN = Монголія - HV = Бельгія - HW = Гватемала - HX = Бенін - HY = Гвінея-Бісау - HZ = Гаїті - JB = Гондурас - JC = Кувейт - JD = Маврикій - JF = Нігерія - JG = Португалія - JH = Сомалі - JJ = Чад - JK = Туреччина - JM = Югославія - JP = Туніс - JQ = Того - JS = Словенія - JT = Хорватія - JY = Кіпр - KB = Монако - KD = Еритрея - KE= ??? - KG = Екваторіальна Гвінея - KH = Угорщина - KJ = Литва - KK = Фіджі - KL = Йорданія - KM = Ямайка - KN = Габон - KP = Люксембург - KR = Малайзія - KS = Мексика - KU = Сан-Томе і Принсіпі - KV = Саудівська Аравія - KW = Сейшельські острови - KX = Судан - LC = Венесуела - LD = В'єтнам - LG = Туреччина - LH = Ізраїль - LJ = Ізраїль - LK = ЄС - LM = Північна Македонія | - LN = Саудівська Аравія - LR = Боснія і Герцеговина - LR = Ліхтенштейн - LW = Німеччина - MF = Міжнародний валютний фонд - MG = ??? - MK = Джибуті - ML = Дієго-Гарсія - MN = Коморські острови - MP = Багамські острови - MQ = Монако - MW = Мальдівські острови - NA = Оман - NB = Папуа Нова Гвінея - NC = Парагвай - ND = Румунія - NQ = Ангола - NX = Малайзія - PA = Австрія - PB = Барбадос - PC = Беліз - PD = Велика Британія - PD = Бермудські острови - PF = Болівія - PG = Білорусь - PH = Чехія - PI = Ізраїль - PK = Норвегія - PL = Чилі - PM = Бруней - PR = Аргентина - PS = Зімбабве - PV = Демократична Республіка Конго - QA = Ємен - QD = Буркіна-Фасо - QL = Сент-Кіттс і Невіс - QM = Болгарія - QN = Лаос - QP = Латвія - QQ = Лесото - QR = Малаві - QS = Мозамбік - QT = Нова Зеландія - QU = Нікарагуа - QV = Нігер - QW = Польща - QX = Пакистан - QX = Іран Округ Колумбія - QY = Ємен не діє - QZ = Індонезія - RB = Руанда - RC = Сент-Вінсент і Гренадини - RD = Сенегал - RL = Уругвай - RM = ??? - RQ = ??? - RV = Сан-Марино - SF = Чехія - SG = Ізраїль - ST = Домініка - SX = колишній СРСР (не діє) - TC = Малі - TF = Алжир | - TF = Ірак Округ Колумбія - TG = Канада - TH = Єгипет - TJ = НДР не діє - TK = Ліхтенштейн - TK = Нідерландські Антильські острови - TL = Сальвадор - TM = Ісландія - TN = Непал - TP = Мавританія - TQ = Малі - TR = Італія - TS = Ірак ООН - TT = Гаяна - TU = Гвінея - TV = Гана - TW = Гамбія - TX = Фінляндія - TY = Гренада - TZ = Перу - UA = Бахрейн - UF = Естонія - UH = Іспанія - UX = Тринідад і Тобаго - VF = Таїланд - VG = Танзанія - VH = Швейцарія - VJ = Бразилія - VK = Сінгапур - VL = Швейцарія - VM = Науру - WB = Об'єднані Арабські Емірати - WD = Південна Корея - WM = Західне Самоа - WZ = Велика Британія - XA = Бангладеш - XC = Фіджі - XD = М'янма - XE = Гана - XF = Туреччина - XG = Норвегія - XY = Ірландія - XZ = Австралія - YA = Вірменія - YG = Грузія - YJ = Таджикистан - YK = Казахстан - YM = Молдова - YM = Гонконг - YR = Росія - YT = Туркменистан - YY = Киргизстан - YZ = Азербайджан |

## Урядові та військові номерні знаки

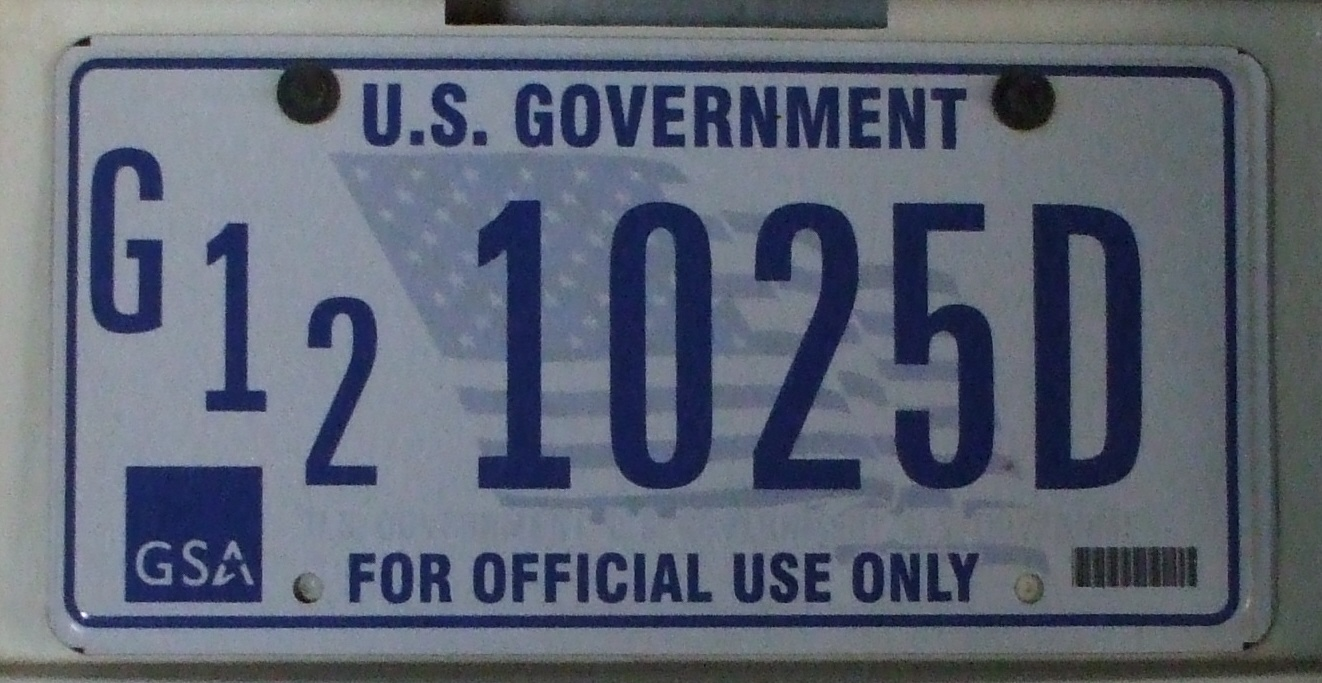
Адміністрація генеральних служб

Урядові та військові номерні знаки видаються відповідними державними органами і мають відповідні написи «US Government — Уряд США» у верхньому рядку, та «For official use only — Тільки для офіційного використання». Назва урядової інституції визначається префіксом.
| Код      | Урядова установа / тип ТЗ                              |
| -------- | ------------------------------------------------------ |
| A        | Департамент сільського господарства                    |
| AC       | Комітет повітряної координації                         |
| АСТ      | ACTION                                                 |
| AF       | Повітряні сили                                         |
| AOC      | Агенція Архітектора Капітолія                          |
| BPR      | Бюро публічних шляхів                                  |
| С        | Департамент комерції                                   |
| СА       | Рада цивільної аеронавтики                             |
| ССС      | Цивільний корпус охорони навколишнього середовища      |
| СЕ       | Інженерний корпус                                      |
| СР       | капітолійська поліція                                  |
| CPSC     | Комісія з безпеки споживчої продукції                  |
| CS       | Комісія з цивільної служби                             |
| CSA      | ???                                                    |
| D        | Департамент оборони                                    |
| DA       | Департамент аудиту оборонних контрактів                |
| DECA     | Агенція оборонного комісару                            |
| DHS      | Департамент національної безпеки                       |
| DLA      | Агенція оборонної логістики                            |
| DOT      | Департамент транспорту                                 |
| E        | Комісія з атомної енергетики та департамент енергетики |
| EB       | Експортно-імпортний банк                               |
| ED       | Департамент освіти                                     |
| EEOC     | Комісія рівних можливостей зайнятості                  |
| ELSO     | Офіс європейської логістичної підтримки                |
| EO       | Виконавчий президентський офіс                         |
| EP       | Офіс екстреного планування                             |
| ЕРА      | Агенція захисту навколишнього середовища               |
| EPS      | Служба охорони безпеки президента                      |
| FA       | Федеральна авіаційна агенція                           |
| FB       | Рада федерального банку внутрішніх позик               |
| FC       | Федеральна комісія з комунікацій                       |
| FD       | Федеральна корпорація з депозитного страхування        |
| FE       | Федеральна агенція екстреного управління               |
| FM       | Федеральна служба з посередництва і примирення         |
| FR       | Федеральна резервна система                            |
| FS       | Лісова служба                                          |
| FT       | Федеральна торговельна комісія                         |
| G        | Система міжвідомчого автомобільного парку              |
| G11      | середній седан                                         |
| G12      | компактний седан                                       |
| G13      | надкомпактний седан                                    |
| G14      | великий седан                                          |
| G20      | надкомпактний універсал                                |
| G21      | компактний універсал                                   |
| G22      | середній універсал                                     |
| G23      | великий універсал                                      |
| G31      | швидка допомога                                        |
| G32      | мікроавтобус                                           |
| G33      | автобус                                                |
| G40      | пікап                                                  |
| G41      | вантажний автомобіль 0,5т                              |
| G42      | вантажний автомобіль 0,75т                             |
| G43      | вантажний автомобіль 1т                                |
| G60      | пікап                                                  |
| G61      | вантажний автомобіль 0,5т                              |
| G62      | вантажний автомобіль 0,75т                             |
| G63      | вантажний автомобіль 1т                                |
| G71      | середній вантажний автомобіль                          |
| G81      | важкий вантажний автомобіль (бензиновий)               |
| G82      | важкий вантажний автомобіль (дизельний)                |
| G90      | самохідна спеціальна техніка                           |
| G91      | несамохідна спеціальна техніка                         |
| GP       | Урядовий офіс друку                                    |
| GS       | Геологічна служба                                      |
| GS       | Адміністрація служб загального призначення             |
| Н        | Департамент житла та розвитку міст                     |
| HHS      | Департамент здоров'я та соціальних служб               |
| І        | Департамент внутрішніх справ                           |
| ІА       | Інформаційна агенція                                   |
| ІВВ      | Міжнародне бюро мовлення — Голос Америки               |
| ІВС      | Міжнародна прикордонна комісія                         |
| ІС       | Комісія з торгівлі між штатами                         |
| J        | Департамент Юстиції                                    |
| JB       | Судовий відділ уряду                                   |
| JC       | ???                                                    |
| L        | Департамент праці                                      |
| LA       | Агенція округу Колумбія з розвитку території           |
| LB       | Законодавчий відділ уряду                              |
| М        | мотоцикли                                              |
| МС       | Морська піхота                                         |
| N        | Департамент Військово-морських сил                     |
| NA       | НАСА                                                   |
| NG       | Бюро національної гвардії                              |
| NH       | Управління житла національної столиці                  |
| NP       | Комісія з планування національної столиці              |
| NRC      | Комісія ядерного регулювання                           |
| NS       | Національна наукова фундація                           |
| OB       | Рада операційної координації                           |
| OEO      | Офіс економічних можливостей                           |
| ОРМ      | Офіс менеджменту персоналу                             |
| OSIA     | Агенція з локального інспектування                     |
| P        | Поштова служба                                         |
| PC       | Комісія Панамського каналу                             |
| PCV      | Волонтери корпусу миру                                 |
| RB       | Договірна рада                                         |
| RR       | Залізнична пенсійна рада                               |
| S        | Державний Департамент                                  |
| SAA      | Сенат США                                              |
| SB       | Адміністрація малого бізнесу                           |
| SE       | Комісія поцінних паперах та біржах                     |
| SH       | Організація «Солдатський дім»                          |
| SI       | Смітсонівський інститут                                |
| SS       | Служба військового обліку                              |
| T        | Департамент фінансів                                   |
| TA       | Департамент фінансів                                   |
| TRU      |                                                        |
| TV       | Теннессі Веллі Ауторіті                                |
| U.S.R.S. | Меліоративна служба                                    |
| VA       | Департамент у справах ветеранів                        |
| VC       | Корпорація Віргінських островів                        |
| W        | Департамент Армії                                      |